# Modèle de crise de change de première génération
Les modèles de crise de change de première génération sont les premiers modèles de crise de change. Ils permettent d'expliquer les crises de change par l'incohérence entre les exigences du régime de change du pays et sa politique économique.

## Historique
Le premier modèle de crise de change de première génération est mis en place par Paul Krugman dans un article de 1979. Son modèle fait l'objet de discussions importantes dans les années qui suivent. Certains papiers postérieurs, comme celui de Flood et Garber en 1984, créent des modèles différents qui s'inscrivent dans cette lignée.
Ces modèles ne sont toutefois pas capables d'expliquer toutes les crises de change, et notamment celles qui surviennent alors que les politiques macroéconomiques d'un pays ainsi que sa balance des paiements sont saines. Ainsi, des modèles de crise de change de deuxième génération émergent dans les années 1990, dans le sillage de la crise du Système monétaire européen et la crise de la livre sterling de 1992.

## Concept
Les modèles de crise de change de première génération sont des modèles qui décrivent les crises de change comme le résultat d'une incohérence insoutenable entre les décisions d'un État et les exigences du régime de change décidé par l’État,. Dans ces modèles, un pays décide d'un régime de change fixe, c'est-à-dire que sa monnaie a une valeur fixe par rapport à une autre (par exemple, le dollar) ; lorsque la valeur de sa monnaie est sur le point de varier par rapport à la monnaie de référence, la banque centrale intervient sur les marchés des changes pour rétablir la valeur de sa monnaie. Pour cela, elle utilise ses réserves de change : pour faire augmenter la valeur de sa monnaie, la banque centrale peut vendre les monnaies étrangères qu'elle détient en échange de sa propre monnaie, ce qui fait augmenter la valeur de sa propre monnaie.
Le problème survient lorsque la valeur de la monnaie se désaligne fortement de la valeur de la monnaie de référence du fait d'une politique économique menée par l’État. Si une banque centrale cherche à faire baisser les taux d'intérêt de l'économie nationale en menant une politique monétaire expansionniste, elle doit inonder les marchés de monnaie ; mais comme la masse monétaire du pays augmente plus vite que celle du pays dont la monnaie sert de référence, la valeur de la monnaie chute dans le pays (l'inflation est une perte de valeur de la monnaie), mais aussi à l'étranger (dépréciation de la monnaie). Pour maintenir le taux de change fixe, la banque centrale doit puiser dans ses réserves de change pour vendre des devises étrangères contre sa propre monnaie afin de soutenir la valeur de sa monnaie. Or, le stock de réserves de change n'est jamais infini.
Ainsi, avant même que la banque centrale ait épuisé ses réserves de change, la crise va avoir lieu : les agents économiques qui ont des avoirs libellés en monnaie étrangère, craignant que la banque centrale n'ait bientôt plus la capacité d'assurer une conversion au taux de change fixe, vont demander par anticipation la conversion de leurs avoirs. La crise survient alors sur le modèle d'une panique bancaire. Ce phénomène est amplifié par une spéculation sur la valeur de la monnaie : des agents économiques peuvent vouloir faire du profit sur les marchés de change en pariant à la baisse (vente à découvert).

## Résultats empiriques
Les modèles de crise de change de première génération sont considérés comme satisfaisants pour interpréter certaines crises de change. Il en est ainsi, par exemple, de la crise de change qui frappe le Pakistan en 2008. La croissance monétaire, qui avait été entretenue par une monétisation de la dette et une augmentation des dépenses publiques, était plus rapide qu'aux États-Unis, alors que le dollar américain servait de devise de référence. La Banque d'État du Pakistan a essayé de maintenir un taux de change fixe en vendant ses réserves de dollar contre des roupies pakistanaises ; dès que les réserves se sont taries et que cela a été perçu par les agents économiques nationaux, des acteurs ont déclenché une crise de change en vendant les roupies qui leur restaient.